# Globulosoma montivaga
Globulosoma montivaga is een hooiwagen uit de familie Sclerosomatidae.